# Zgnilizna odziomkowa
Zgnilizna odziomkowa – rozkład drewna występujący w korzeniach i w odziomkowej części strzały. Powstaje tylko na drzewach żywych przede wszystkim na iglastych. Wpływ tego rodzaju zgnilizny jest poważny przede wszystkim dlatego, że poraża ona najcenniejszą część strzały.
Grzybami powodującymi zgniliznę odziomkową u gatunków iglastych są:
- Huba korzeniowa (Fomes annosus)
- Żagiew wklęsła (Polyporus Schweinitzii)

Oba te gatunki wywołują zgniliznę wewnętrzną. Drewno porażone przez hubę początkowo ciemnieje, przybierając odcień fioletowy, a następnie przyjmuje barwę czerwonobrunatną, na tle której powstają białe podłużne plamki zjawiają się wolne przestrzenie (zgnilizna gąbczasta). Żagiew wklęsła powoduje pociemnienie, a następnie rozkład drewna na oddzielne kostki (zgnilizna kostkowa).
U gatunków iglastych i liściastych (głównie u świerka) zewnętrzną zgniliznę odziomkową wywołuje:
- Opieńka miodowa (Armillaria mellea)